# Costa de Safira
A Costa de Safira é o nome de marketing e turismo da região de Bega Valley Shire, no sudeste, Nova Gales do Sul, Austrália. Estende-se de Bermagui no norte até a fronteira com Vitória no sul. A população estimada em 2018 era de 34.348 habitantes.